# Acton (Ausztráliai fővárosi terület)

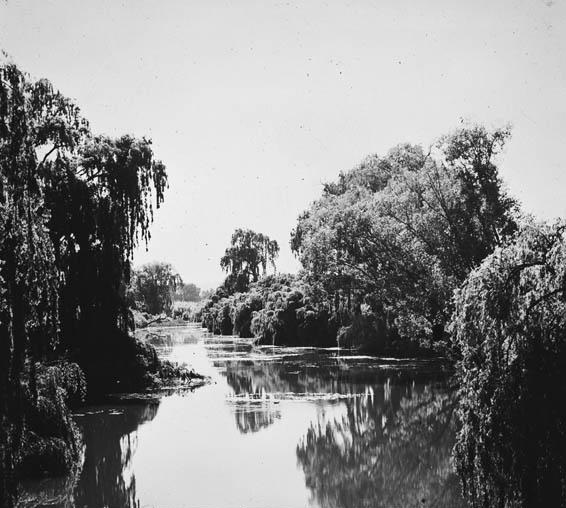
A Molonglo-folyó Actonban 1920-ban

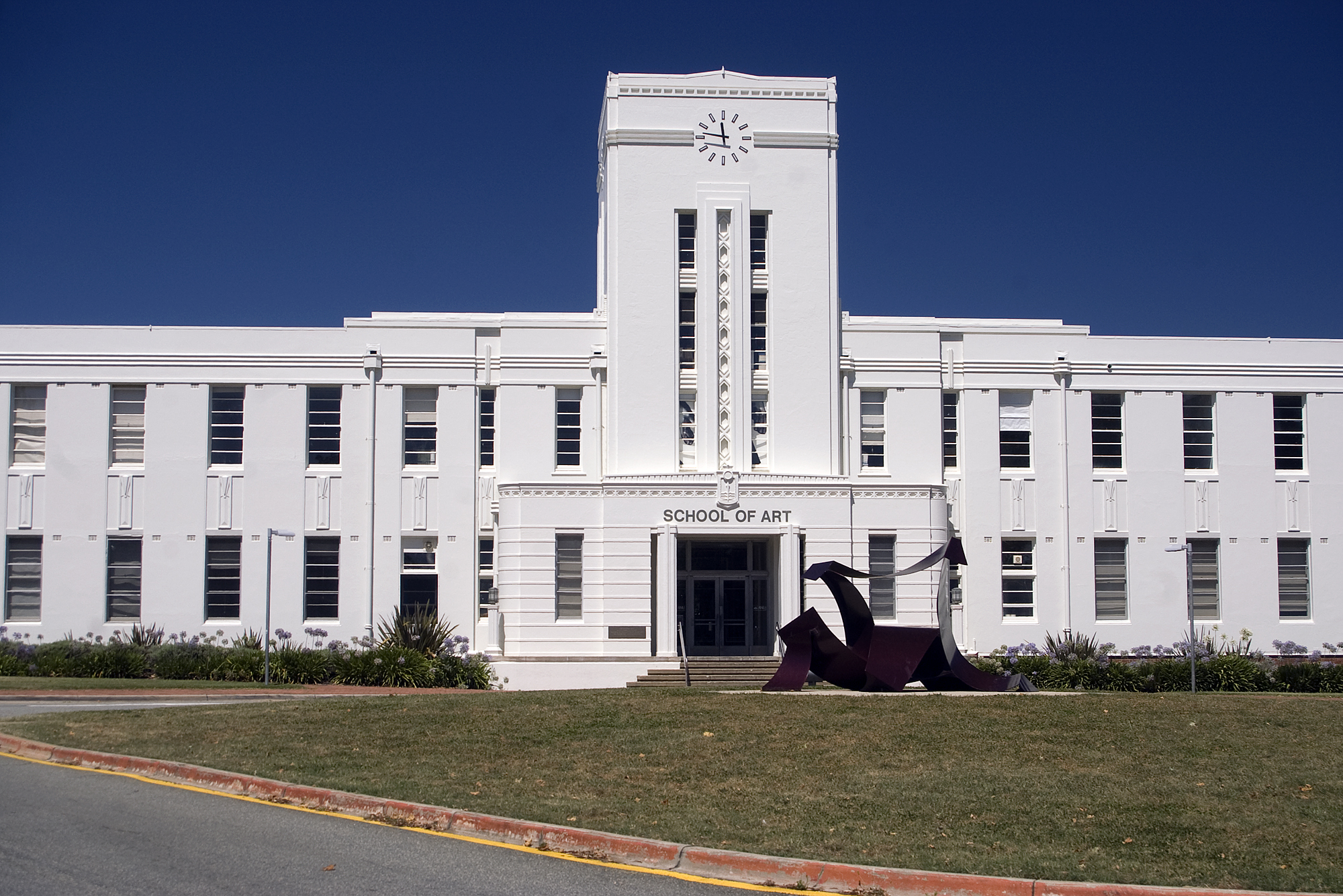
ANU Művészeti iskola

Acton a főváros, Canberra egyik elővárosa. Acton Canberrától nyugatra található, nyugatról a Black Mountain, délről a Burley Griffin-tó határolja. Az Ausztrál Nemzeti Egyetem (Australian National University) campusa foglalja el területének legnagyobb részét.  Emellett szintén Actonban található a Nemzeti Film- és Hangarchívum, a CSIRO egyik ágazata, és az Ausztrál Nemzeti Múzeum is.
A 2006-os népszámlálás adatai alapján Acton népessége 1808 fő, akiknek a többsége az egyetemen tanul.
A település utcái megtekinthetők a Google Street View (Utcakép) szolgáltatással.

## Történelme
Acton megalapítása annak köszönhető, hogy a Nemzeti Múzeumhoz legközelebb eső farmok itt álltak már a múzeum megépítésekor is. A szövetségi főváros 1911-es megalapításával a település hivatalnokai ideiglenes épületeket emeltek a munkások számára Acton Homestead közelében, melyeket a fővárosi építkezések befejeztével egy időben fel is számoltak. A főfelügyelő írnoka Acton Homesteadet birtokba vette még a főváros helyének kiválasztásakor végzett felmérések idején. A Lenox kereszteződés – melyet mára Lenox-háznak neveztek át – felett található Bachelor's Quarter, ahol a város első fogadója felépült. A Liversidge Street kiegyenesítése és a Lenox kereszteződés az eredeti 1911 előtti útvonalat követi, a Molonglo-folyón lévő gázló irányában. Korábban egy kisebb híd és egy móló is épült a gázlónál, de azokat a Burley Griffin-tó felduzzasztása elöntötte. Egy 2011-es indítvány alapján Acton tóparti részén egy konferenciaközpontot akarnak építeni.

## Földrajza
Acton déli határában bonyolult elrendezésű kavicsdombokat találunk, ahol a Pittman alakzat homokkősziklái is vannak, amelynek közelében az ordovícium korából származó agyagpalákat is találtak, melyek ma a Nemzeti Múzeumban találhatóak. A szilur időszakból származó megkövesedett agyag is megtalálható itt, mint például a Camp Hill-i homokkő. A canberrai alakzat területét meszes agyagpalák fedik, melyek negyedidőszaki lerakódások lenyomatai. Erről a szikláról nevezték el annak idején a canberrai mészkőfennsíkot. Harmadidőszaki kavicsos üledéklerakódások is megfigyelhetőek a területen, melyek akkortájt képződtek, mikor még a Molonglo-folyó jóval magasabban folyt a jelenleginél.

## Fordítás
Ez a szócikk részben vagy egészben  az   Acton, Australian Capital Territory című angol Wikipédia-szócikk ezen változatának fordításán alapul.  Az eredeti cikk szerkesztőit annak laptörténete sorolja fel. Ez a jelzés csupán a megfogalmazás eredetét és a szerzői jogokat jelzi, nem szolgál a cikkben szereplő információk forrásmegjelöléseként.
1. ↑  http://www.censusdata.abs.gov.au/census_services/getproduct/census/2016/quickstat/SSC80016